# Ramu
Ramu (dawniej Ottilien) – rzeka na Nowej Gwinei, w północnej części Papui-Nowej Gwinei o długości 720 km. Jest jedną z najdłuższych rzek Nowej Gwinei. Źródła rzeki znajdują się w Górach Centralnych, w paśmie Kratke. Uchodzi do Morza Bismarcka.